# Marathon van Osaka 1988
De marathon van Osaka 1988 werd gelopen op zondag 31 januari 1988. Het was de 7e editie van de marathon van Osaka. Alleen vrouwelijke elitelopers mochten aan de wedstrijd deelnemen. De Australische Lisa Ondieki kwam als eerste over de streep in 2:23.51.

## Uitslagen
| rang   | naam             | land | tijd    |
| ------ | ---------------- | ---- | ------- |
| Goud   | Lisa Ondieki     | AUS  | 2:23.51 |
| Zilver | Misako Miyahara  | JPN  | 2:29.37 |
| Brons  | Kumi Araki       | JPN  | 2:31.40 |
| 4      | Eriko Asai       | JPN  | 2:32.13 |
| 5      | Renata Kokowska  | POL  | 2:33.38 |
| 6      | Emma Scaunich    | ITA  | 2:34.17 |
| 7      | Gabriela Wolf    | GER  | 2:34.32 |
| 8      | Yoshiko Hidaka   | JPN  | 2:34.38 |
| 9      | Agnes Sipka      | HUN  | 2:34.59 |
| 10     | Rita Marchisio   | ITA  | 2:36.30 |
| 11     | Miho Yamauchi    | JPN  | 2:37.34 |
| 12     | Yasuko Hashimoto | JPN  | 2:37.50 |
| 13     | Sally Ellis      | ENG  | 2:38.00 |
| 14     | Chiemi Kashiwagi | JPN  | 2:39.25 |
| 15     | Ju-An Li         | CHN  | 2:40.49 |
| 16     | Ye-Mei Li        | CHN  | 2:42.27 |
| 17     | Kumiko Fukuzawa  | JPN  | 2:43.34 |
| 18     | Minoru Muramoto  | JPN  | 2:45.50 |
| 19     | Kayoko Narutomi  | JPN  | 2:46.48 |
| 20     | Ayumi Ishikura   | JPN  | 2:47.14 |
| 21     | Gillian Horovitz | ENG  | 2:47.36 |
| 22     | Shinobu Kurosaki | JPN  | 2:47.50 |
| 23     | Reiko Hirosawa   | JPN  | 2:48.23 |
| 24     | Masako Matsumura | JPN  | 2:48.53 |
| 25     | Jutta Karsch     | GER  | 2:49.02 |

1982 ·
1983 ·
1984 ·
1985 ·
1986 ·
1987 ·
1988 ·
1989 ·
1990 ·
1991 ·
1992 ·
1993 ·
1994 ·
1995 ·
1996 ·
1997 ·
1998 ·
1999 ·
2000 ·
2001 ·
2002 ·
2003 ·
2004 ·
2005 ·
2006 ·
2007 ·
2008 ·
2009 ·
2010 ·
2011 · 
2012 ·
2013 ·
2014 ·
2015 ·
2016 ·
2017